# Campeonato Brasiliense de Futebol de 2024 - Segunda Divisão
O Campeonato Brasiliense de Futebol de 2024 - Série B é a 28ª edição da segunda divisão do futebol do Distrito Federal. A competição, organizada pela Federação de Futebol do Distrito Federal, o torneio será disputado entre 31 de agosto e 26 de outubro por 8 equipes do Distrito Federal e Goiás.

## Regulamento
Na primeira fase, as 8 equipes formarão um grupo único, onde jogarão entre si em jogos somente de ida. As quatro melhores classificadas avançarão para as semifinais.
Na semifinal, os confrontos serão definidos por cruzamento olímpico (1° x 4°, 2° x 3°) onde farão jogos de ida e volta com a vantagem do mando de campo no jogo de volta para a equipe de melhor campanha. Ao final, as equipes vencedoras dos confrontos avançarão para a final e garantirão uma vaga para a Primeira Divisão em 2025.
Na final, os dois clubes farão um jogo único, onde o vencedor do confronto se consagrará campeão da competição.

### Critérios de desempate
1. Maior número de vitórias
2. Maior saldo de gols
3. Maior número de gols pró
4. Menor número de cartões vermelhos recebidos
5. Menor número de cartões amarelos recebidos
6. Sorteio

## Participantes
| Equipe        | Localidade               | Em 2023 | Estádio (mando em 2024) | Capacidade | Títulos            |
| ------------- | ------------------------ | ------- | ----------------------- | ---------- | ------------------ |
| Botafogo-DF   | Cristalina (GO)          | 11º     | Abadião                 | 5 000      | 1 (em 2006)        |
| GREVAL        | Valparaíso de Goiás (GO) | 9º      | Luiz Alfredo            | 7 000      | 0 (não possui)     |
| Legião        | Brasília                 | 5º      | Serejão                 | 27 000     | 0 (não possui)     |
| Luziânia      | Luziânia (GO)            | 3º      | Serra do Lago           | 12 300     | 0 (não possui)     |
| Riacho City   | Riacho Fundo             | 6º      | Rorizão                 | 6 000      | 1 (em 2017)        |
| SESP Brasília | Brasília                 | 10º     | JK Paranoá              | 4 000      | 0 (não possui)     |
| Sobradinho    | Sobradinho               | 12º     | Defelê                  | 6 875      | 2 (último em 2003) |
| Taguatinga    | Taguatinga               | 9º (A)  | Serejão                 | 27 000     | 1 (em 2015)        |